# 塩谷安男
塩谷 安男（しおのや やすお、1950年8月15日 - 2015年12月）は、日本の弁護士。

## 経歴・人物
福岡県出身。東京都立日比谷高等学校を卒業後、一橋大学法学部に進学。日比谷高校では同期の内田樹（フランス現代思想研究、神戸女学院大学教授）、橋本昇二（弁護士、元東京高等裁判所判事）らと交流があった。1975年（昭和50年）3月に一橋大学を卒業後、同年10月に司法試験に合格する。1978年（昭和53年）4月には 東京地方検察庁にて検事任官。福岡地方検察庁検事等を経て、1985年法務省法務総合研究所教官。1989年（平成元年）3月に検事を退官する。
同年4月に弁護士登録（第一東京弁護士会）、塩谷法律事務所開設。1989年から2001年まで洗足学園大学教授をはじめ、洗足学園大学副学長、学校法人洗足学園監事などを歴任する。1998年6月、第一東京弁護士会より戒告処分を受ける。2001年、ルーシー・ブラックマン事件において、被告人側弁護人となる。また同年に有限会社グローバルネットワークが出会い系サイトを紹介するスパムメールをNTTドコモの携帯電話に大量に送信した違法行為により1年間のメール送信禁止処分を受けた事件（横浜地方裁判所2001年10月29日決定）では、グローバルネットワーク側の弁護をおこない、NTTドコモがこの大量メール送信により不当利益を得ていた点を指摘・反駁した。また、株式会社アイ・シー・エフ（偽計の疑いで刑事訴追され、2008年春 東証マザーズ上場廃止）の社外監査役を務めていた。
2003年12月、第一東京弁護士会より戒告処分を受ける。2008年9月、大相撲力士大麻問題では、露鵬側弁護士として活動した。2012年2月、第一東京弁護士会より業務停止3ヶ月の処分を受ける。
2015年12月、逝去。

## 関連人物
- 露鵬（元大嶽部屋の関取）
- 白露山（元北の湖部屋の関取、露鵬の弟）
- 伊倉秀知（元塩谷総合法律事務所所属、「原発メーカー訴訟」弁護団で活動、山本太郎刑事告発代理人、現九段下総合法律事務所代表）

## 著作
- 「共同債権買取機構の実態について」洗足論叢（洗足学園音楽大学）（29）、2000年
- 『実務のための警察職務判例要旨集』真正書籍出版部、1989.8
- （翻訳）Lohman Yew著「シンガポールにおける薬物取締の概観 （アジアにおける薬物犯罪と対策<アジ研25周年記念特集>）」『犯罪と非行』（日立みらい財団）通号 74、1987.11
- （翻訳）Karl Heinz Kunert著「ドイツ連邦共和国の検察制度の現状と課題 / 講演 Karl Heinz Kunert」『罪と罰』（日本刑事政策研究会）24（4）、1987.07